# 撤稿观察
撤稿观察（Retraction Watch）是一个專門報告論文撤稿狀況的網誌。 该網誌于2010年8月推出 。Retraction Watch隶属于「科學誠信中心」（Center for Scientific Integrity），一家美國 501(c)(3) 非營利組織。

## 緣起
撤稿观察的創辦人  發現论文撤稿以及撤稿原因一般不會公开。  撤稿观察的創辦人希望該網站披露更多的撤稿情況並追查背後的學術不端行為。創始人還提到美国国家科学院院刊曾經刊登了一篇论文，但後來該論文撤稿。論文作者在该论文提到了某种乳癌药物。虽然该论文后来撤稿，但在撤稿前有一家媒體報道時援引了該論文，但該媒體之後卻沒有提到該論文撤稿的情況，甚至有人根據該媒體的報道以及媒體援引的論文成立了一家公司。 

## 影响
根據撤稿观察已披露的情況來看，論文撤稿的情況比人們預想中的情況要來得更普遍。 根據該網站的統計，每年撤稿的论文數量逐年遞增。  另外這其中超過一半的原因與學術不端有關。

## 资金
Retraction Watch通過捐贈等形式獲得收入。麦克阿瑟基金会等組織曾經向該網站捐款。 